# نظام التحليل السلوكي المعرفي في العلاج النفسي
يعدّ نظام التحليل السلوكي المعرفي في العلاج النفسي علاجًا نفسيًا حديثًا، وهو نموذج تجميعي للعلاجات الشخصية، والمعرفية، والسلوكية التي طورها جيمس ب. مكولو جونيور منذ عام 2000 حتى 2006 لجامعة فرجينيا كومنولث، والتي كانت موجهة بشكل خاص لعلاج جميع أنواع الاكتئاب المزمن. غالبًا ما يوصف نظام التحليل السلوكي المعرفي في العلاج النفسي عن طريق الخطأ على أنه أحد أنواع العلاج المعرفي، أو العلاج المعرفي السلوكي، ولكنه ليس كذلك.
يكتب مكولوف أن الاكتئاب المزمن (أي الاضطراب الاكتئابي لدى البالغين الذي يحدث بشكل مستمر لمدة عامين أو أكثر، أو لمدة سنة واحدة بشكل مستمر عند المراهقين)، خاصة النوع الذي يبدأ خلال فترة المراهقة (ذو بداية مبكرة)، هو اضطراب مزاجي ناشئ عن التجارب المؤلمة، أو الإهانات النفسية الشخصية التي يتلقاها المريض من الآخرين الذين يهتم لأمرهم (مثل العائلة الأساسية أو العائلة الكبيرة). إن الاضطراب المزاجي الاكتئابي المزمن يغذيه الخوف المعمم من الوجود مع الآخرين، مما سيؤدي إلى تجنب العلاقات الشخصية. نادرًا ما يخفّ أو يتحسّن الاضطراب دون علاج مناسب. بعض الافتراضات الأساسية التي تستند إليها مقاربة ماكلوغ للاكتئاب المزمن، وعلاجها كاضطراب مزاجي موصوفة بإيجاز أدناه.

## الافتراضات الأساسية
يوجد غياب في الشعور الشخصي بالأمان عند المرضى. يدلّ الاضطراب المزاجي المزمن (مثل الاكتئاب المزمن) على عدم وجود شعور بالأمان بسبب وقوع أحداث صادمة، أو التعرّض لعنف معين.
يرى المرضى في أغلب الأحيان أن الناس هم جهنّم الأخرى، كاستعارة من عبارة قالها جان بول سارتر. سواء كانت المسببات تتضمن التعرّض لصدمة مفاجئة، أو لإهانات نفسية، فإن إستراتيجية المواجهة السائدة عند هؤلاء المرضى، والتي تحافظ على حالة المزاج المَرَضي هي تجنب الأشخاص في المنزل، أو في العمل، أو في البيئة الاجتماعية.
لا يمكن أن يحدث أي تغيير في مزاج المريض طالما استمر في تجنب العلاقات الشخصية، وبحسب ما وُضّح أعلاه لا يمكن إجراء أي تعديل، أو إنهاء للمزاج الاكتئابي المزمن إلا التخلص من حالة المريض في تجنبه للعلاقات الشخصية، ويُنجَز ذلك عن طريق مساعدته على مواجهة الصدمة الأصلية التي سبّبت المشكلة (حدث عنيف، أو مفاجئ)، أو الإهانات النفسية التي يتعرّض لها.

## استراتيجيات العلاج
تساعد تمارين التركيز أثناء الجلسة على خلق جو من الشعور بالأمان عند المريض، وتهدف إلى مساعدته على مواجهة مخاوفه.
تعلّم طرق مناسبة غير تجنبية للتعامل مع محفزات الخوف عند المرضى سيقلل من سلوكهم التجنبي، ويمهد الطريق لتغيير مزاجهم.

## دور المعالِج
أحد سمات نظام التحليل السلوكي المعرفي للعلاج النفسي هو دور العلاقة الشخصية مع الطبيب النفسي، إذ يتدخّل الأطباء بدور شخصي منهجي لعلاج الصدمات الشخصية، والإهانات النفسية التي تلقاها المرضى مسبقًا.

## أهداف نتائج العلاج
أهداف العلاج بالتحليل السلوكي المعرفي هو تواصل المرضى إدراكيًا وسلوكيًا مع العالم الذي يعيشون فيه، وبذلك سيتشكل سلوكهم عن طريق تأثّرهم بالبيئة (الأشخاص) المحيطة، ويساعدهم العلاج على الشعور بتحسّن عاطفي، والمحافظة على سيطرتهم على عواطفهم، ويتعلّم المرضى التفاوض في مواضيع العلاقات الشخصية بنجاح، وبذلك يكتسبون المهارات اللازمة للحصول على الأهداف العلاجية المطلوبة، وأخيرًا يتعلم المرضى أهمية الحفاظ على نتائج العلاج بعد انتهائه، ويتطلب ذلك ممارسة يومية لما تعلّموه خلال جلسات العلاج.

## دمج العلاج
في دراسة كبيرة أجريت في عام 2000 من قبل مارتن كيلر دكتوراه في الطب من جامعة براون، قارنت دواء سيرزون المضاد للاكتئاب (المتاح آنذاك) مع العلاج بالتحليل السلوكي المعرفي. تكونت الدراسة من 631 مريض يعاني من الاكتئاب المزمن الحاد (بعضهم يعانون من أمراض نفسية أخرى) وعولجوا إما بالسيروزون، أو بالتحليل السلوكي المعرفي، أو بالاثنان معًا لمدة 12 أسبوعًا. كانت معدلات الاستجابة لكل من السيرزون، والعلاج السلوكي المعرفي هي 55% للأول، و52% للثاني، بالنسبة لـ 76% الذين أكملوا الدراسة.
ولكن كانت النتائج مفاجئة عند الذين جمع العلاج عندهم بين الدواء، والعلاج السلوكي المعرفي، إذ حقّق 85% من المرضى الذين تابعوا العلاج انخفاضًا في الأعراض بنسبة 50%.

## وصلات خارجية
- نظام التحليل السلوكي المعرفي في العلاج النفسي (بالإنجليزية)